# 張猛 (清朝)
張猛（?—?），滿洲人，清朝军事人物。乾隆四十八年（1783年）奉旨接任金蟾桂擔任台灣鎮總兵。是台灣清治時期此期間，受台灣道制約的台灣地區最高軍事首長。